# Crucigera tricornis
Crucigera tricornis är en ringmaskart som beskrevs av Gravier 1906. Crucigera tricornis ingår i släktet Crucigera och familjen Serpulidae.
Artens utbredningsområde är Röda havet. Inga underarter finns listade i Catalogue of Life.